# Sue Fairhurst
Sue Fairhurst (Manchester, 9 juillet 1974 - ) est une joueuse de softball australienne. En 1996, elle remporta une médaille de bronze en softball aux Jeux olympiques d'Atlanta avec l'équipe australienne de softball. En 2000, elle remporta une médaille de bronze aux Jeux olympiques de Sydney.